# Elisabeth Rothweiler

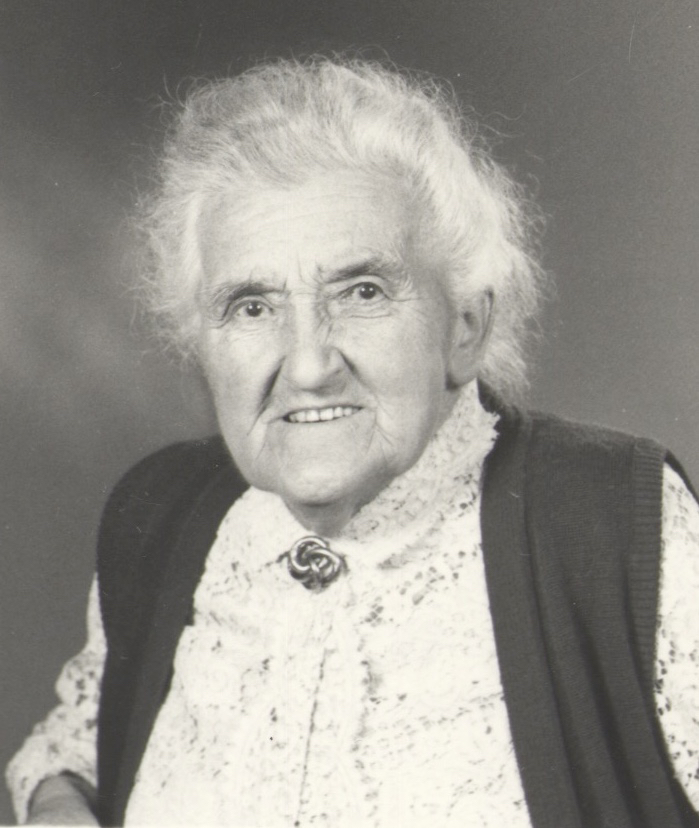
Elisabeth Rothweiler

Elisabeth Rothweiler (* 27. Juli 1894 in Freiburg im Breisgau als Elisabeth Eichelberger; † 8. Juni 1982 in Donaueschingen) war eine deutsche Politikerin und Lehrerin.

## Leben
Elisabeth Rothweiler war erste Ehrenbürgerin in der Geschichte der Stadt Donaueschingen und sie war als Frauen-Vorbild im öffentlichen Leben und sozialen Einsatz, besonders auch in Krisenzeiten des Ersten und Zweiten Weltkrieges, eine Frau der Tat. 1914 war sie als Zwanzigjährige bereits Lehrerin an der Schule in Allmendshofen. Dort unterrichtete sie bis zu ihrer Heirat 1919. In Vorträgen und vielen Einzelgesprächen spendete sie Frauen und Müttern im Ersten Weltkrieg Trost und Hilfe.
Als nach dem Krieg 1919 die junge Demokratie den Frauen das Stimmrecht verlieh, betrat die junge Lehrerin das politische Parkett und arbeitete in Stadt und Land für die politische Aufklärung der Frauen, bis 1936 im Badischen Frauenverein. Mit 27 Jahren wurde sie Mitglied des Donaueschinger Bürgerausschusses, in dem sie als Abgeordnete der Zentrumspartei von 1921 bis 1933 wirkte, und trat für christliche Werte ein. Furcht kannte sie nicht: Nach der Ermordung des Finanzministers Matthias Erzberger hielt Rothweiler eine aufsehenerregende Rede im Sternensaal in Donaueschingen.
1936 verfügten die Nazis, dass die Katholikin Elisabeth Rothweiler ihre Vorstandstätigkeit im sozial-karitativen „Roten Kreuz“ und ihre berufliche Arbeit als Lehrerin niederlegen musste. „Politische Unzuverlässigkeit“ warf man ihr nach einem Berlinbesuch mit Fürstin Mena zu Fürstenberg vor. Mit Stadtpfarrer Monsignore Dr. Heinrich Feurstein widmete sie sich vermehrt kirchlichen, kulturellen und familiären Bedürfnissen. Pfarrer Feurstein starb am 2. August 1942 im Konzentrationslager Dachau, Elisabeth Rothweiler konnte ihre berufliche Lehrtätigkeit teils während und nach dem Krieg wieder voll aufnehmen. Ihre beiden Söhne Gerhard (* 1921) und Manfred (* 1923) wurden allerdings in ihrer Schulzeit wegen des eindeutigen christlichen Bekenntnisses der Mutter bedrängt und benachteiligt.
Als langes Aufsichtsratsmitglied der Freien Wohlfahrt (Neue Heimat) und als Mitglied des Städtischen Wohnungsausschusses entfaltete sie in der stark zerbombten Stadt eine vielfältige soziale Tätigkeit für vertriebene, wohnungssuchende und bedürftige Menschen. Donaueschingen war Besatzungsstadt und Rothweiler wurde selbst mit ihrer Familie für vier Jahre ihr Wohnraum stark dezimiert.
1956 wurde Elisabeth Rothweiler mit den meisten Wahlstimmen zum Gemeinderat der CDU der Stadt Donaueschingen gewählt. Dieses Amt hatte sie bis 1969 inne. Rothweiler war Referentin für das Städtische Krankenhaus und verantwortlich für Personal- und Zuschussangelegenheiten. In hohem Alter war sie Initiatorin und Bauherrin des St. Michael Altenheims, für das sie sich leidenschaftlich einsetzte. Mit 88 Jahren starb sie unerwartet an einem Herzleiden in ihrer Wohnung in der Konradin-Kreutzer Straße 10. Das Grab der Ehrenbürgerin befindet sich auf dem Friedhof in Allmendshofen. Inzwischen wurde eine Straße in Donaueschingen nach ihr benannt. 2020 erschien das Buch Lebenserinnerungen Elisabeth Rothweiler, herausgegeben von den Enkeln Andreas und Martin Rothweiler Steinfurt/Bonn.

## Auszeichnungen und Ehrungen
- Bundesverdienstkreuz 1. Klasse der Bundesrepublik Deutschland[5]
- 1969 Päpstliches Ehrenkreuz „Pro Ecclesia et Pontifice“[6]
- 1969 Verleihung der Goldenen Medaille der Stadt Donaueschingen
- 1974 Ehrenbürgerin der Stadt Donaueschingen[7]
- 1975 Wappenring der Stadt Donaueschingen[8]